# Flavatar
A flAVATAR – Magical Flowers egy márkanév, amely olyan növényeket takar, amelyeket egy speciális növényi alapú anyaggal külsőleg kezeltek, és ez által fénylenek a sötétben. A felületi kezelés következtében a fénykibocsátás sötétben szabad szemmel jól látható. A növényi alapú elegyet Kun Richárd feltaláló fejlesztette ki.

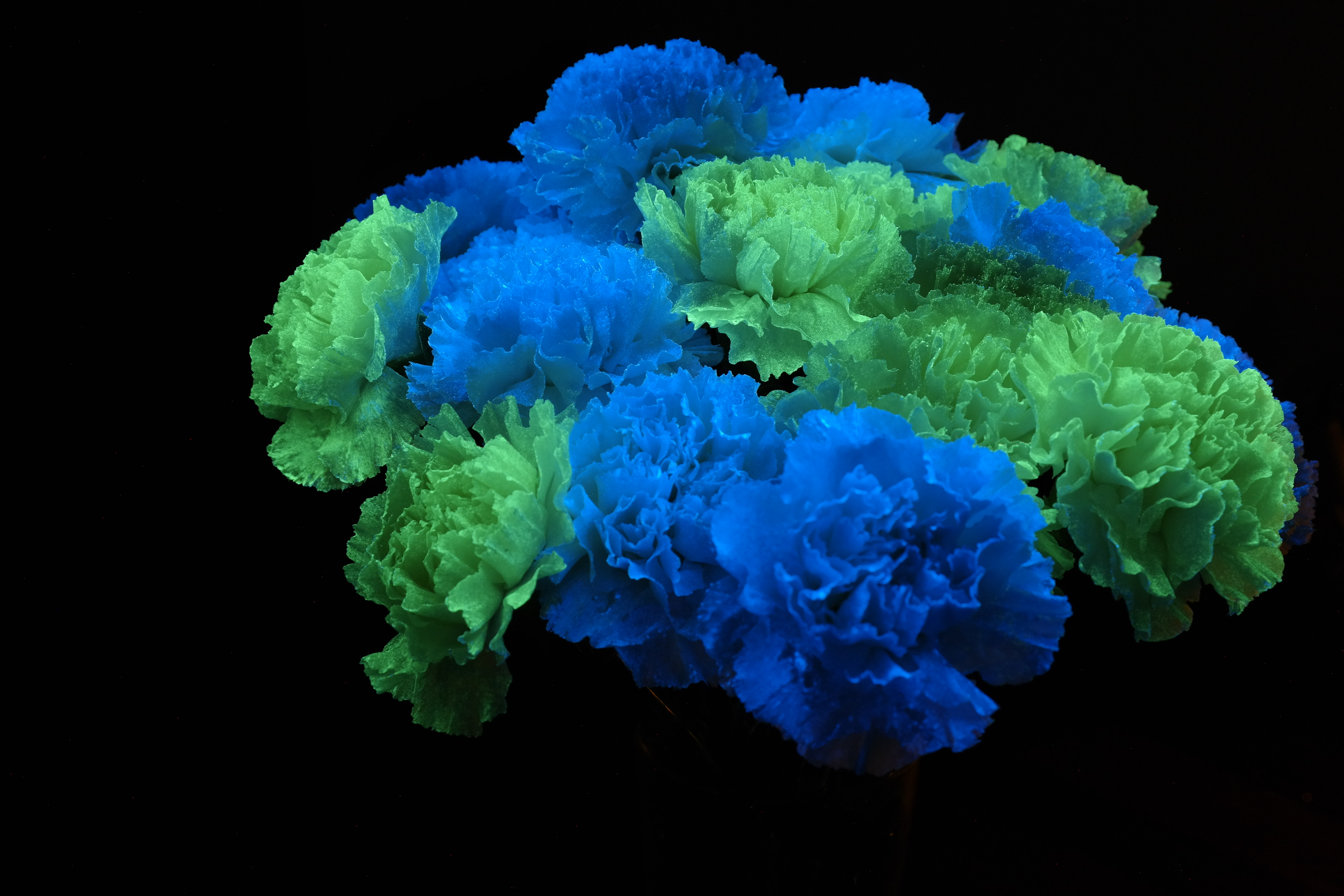
Zölden és kéken világító flAVATAR szegfűk

## Hogyan működik?
A védjegy oltalom alatt álló magyar fejlesztésnek köszönhetően a külsőleg kezelt vágott virágot, cserepes vagy stabilizált növényt a speciális anyaggal bevonva, majd azokat azonnal sötétbe helyezve zöld/kék/vízkék/piros/fehér/narancs színben fénylenek (foszforeszkálnak). A színes fénylés időtartama függ a növénytől, a korábbi megvilágítástól, a környezeti hatásoktól (elég sötét van-e?), így az kb. 5-30 percig terjedhet. Ha gyengül a fénye, akkor újra megvilágítva ismét fényleni fog (napon, vagy hideg – fehér – fényű lámpa alatt „feltöltődik”). A színes fénylés átalakul halványabb, tejfehér fénnyé, olyanná, mint halvány irány fények, ami akár 4-5 órán keresztül is tarthat. A kezelt növények ugyanolyan tulajdonságokkal rendelkeznek, mint előtte, így gondozni is ugyanúgy kell őket (pl. öntözés, vágott virágok szárának visszametszése stb.). Stabilizált vagy szárított növényeken is használható a kezelés, melyek flAVATAR-ként évekig fénylenek az sötétben.

## Növénytípusok – kezelhető növények
- Vágott virágok
  - rózsa
  - szegfű
  - gypsophila
  - cymbidium
- Vágott zöldek
  - cycas
  - eucaliptus
  - ruscus
- Cserepes növények
  - kaktuszok
  - pozsgások
  - gusmania
  - phalaenopsis
  - cupressus
  - diffenbachia
- Örök (stabilizált) virágok
  - örök (stabilizált) rózsa
  - örök (stabilizált) cymbidium

## Környezetre gyakorolt hatás
A flAVATARhoz használt bevonat a természeti környezetre, emberre és állatra egyaránt veszélytelenek, de elfogyasztani nem szabad.  A bevonat nem génmanipuláció eredménye.

## Díjak, elismerések
- Sirha Budapest – Innovációs Verseny Dekoráció Kategória, II. helyezés, 2016
- Magyar Termék Nagydíj, 2016-2017[1]
- A’Design Award & Competition, Bronz Medál, 2017[2]
- Black Technology Award, 2018[3]
- Érték és Minőség Nagydíj, 2018-2022